# Castillo del Cohete
El castillo del Cohete (Cuetum o Cota, lugar fortificado) es un castillo demolido, situado a 15 km de la localidad española de Hinojosa del Duque, en la provincia de Córdoba. Se ubica en el denominado Cerro del Cohete, que con 643 m es uno de los puntos más elevados de la zona.

## Descripción
Edificado probablemente en el siglo XVI sus ruinas sirvieron de fortificación durante la Guerra Civil. Algunas de sus piedras fueron utilizadas en la construcción de la iglesia de San Juan Bautista de Hinojosa del Duque.